# Cameleonte di Eraclea
Cameleonte di Eraclea (Eraclea Pontica, 370 a.C. circa – dopo il 280 a.C.) è stato un grammatico e filosofo greco antico.

## Biografia
Appartenente alla scuola peripatetica e nativo di Eraclea, fu contemporaneo e rivale di Eraclide Pontico, come afferma Diogene Laerzio, riportando che Cameleonte accusò il concittadino di avergli rubato la sua opera riguardante Omero ed Esiodo.

## Opere
Di tutte le sue opere, che dovettero essere numerose, solo alcuni frammenti sono conservati da Ateneo e altri scrittori antichi. 
Cameleonte si occupò di diversi poeti antichi, come Περὶ Ἀνακρέοντος (Su Anacreonte), Περὶ Σαπφοῦς (Su Saffo), Περὶ Σιμωνίδου (Su Simonide), Περὶ Θεσπίδος (Su Tespi), Περὶ Αἰσχύλου (Su Eschilo), Περὶ Λάσου (Su Laso), Περὶ Πινδάρου (Su Pindaro), 
περὶ Στησιχόρου (Su Stesicoro). La sua tecnica di ricerca, chiamata appunto "metodo di Cameleonte" perché da lui estensivamente impiegata, consisteva nel dedurre particolari biografici dagli stessi scritti degli autori e persino dagli attacchi parodici dei commediografi, facendo uso abbondante di aneddoti e detti famosi, in una forma bio-bibliografica piuttosto superficiale.
Scrisse anche Sull'Iliade in almeno 5 libri e Sulla commedia (Περὶ κωμῳδίας), citata da Ateneo anche con il titolo Περὶ τῆς ἀρχαίας κωμῳδίας e in cui si occupava, tra l'altro, dei tipi di ballo dei cori della commedia. Nello stesso genere di questo trattato doveva rientrare il Sul dramma satiresco (Περὶ σατύρων).
Cameleonte scrisse anche opere più propriamente filosofiche, dal titolo Sugli dei (Περὶ θεῶν), Sul piacere (Περι ἡδονῆς, attribuito anche a Teofrasto), Protreptico (Προτρεπικόν) e Sull'ubriachezza (Περι μέθης).